# Адамчик, Тайсир Ахмедович
Тайсир Ахмедович Адамчик (бел. Тайсір Ахмедавіч Адамчык; род. 11 мая 2002, Жировичи, Гродненская область) — белорусский футболист, защитник клуба «Слоним-2017».

## Карьера

### «Минск»
Воспитанник футбольной академии столичного «Минска». Первым тренером футболиста был Михаил Владимирович Алексиевич. В феврале 2019 года проходил просмотр в чешской «Виктории». Однако затем футболист вернулся в клуб и стал выступать за дублирующий состав минского клуба. Также по ходу сезона футболист попадал в заявку основной команды клуба, однако на поле так и не вышел. В октябре 2019 года вместе с молодёжной командой принимал участие в юношеской лиге УЕФА, где в матче 22 октября 2019 года против английского клуба «Дерби Каунти» отличился результативной передачей. Позже продолжил выступать за дублирующий состав клуба.

#### Аренда в «Слоним-2017»
В июле 2021 года на правах арендного соглашения футболист присоединился к клубу «Слоним-2017». Дебютировал за клуб 31 июля 2021 года в матче против новополоцкого «Нафтана», выйдя на поле в стартовом составе. Сразу же стал одним из ключевых игроков клуба, проведя за сезон 16 матчей, результативными действиями не отличившись. Вместе с клубом занял последнее место в Первой лиге. По окончании срока арендного соглашения покинул команду.

#### Возвращение в «Минск»
В начале 2022 года футболист стал готовиться к новому сезону в составе «Минска». Дебютный матч за клуб, а также в рамках Высшей лиги, сыграл 18 марта 2022 года против минского «Динамо», где футболист вышел на поле в стартовом составе и отыграл почти всё основное время. однако затем выбыл из распоряжения клуба и в июле 2022 года покинул клуб, расторгнув контракт по соглашению сторон. В августе присоединился к клубу «Слоним-Сити», вместе с которым стал выступать во Второй лиге. В сентябре 2022 года объявил о завершении профессиональной карьеры футболиста.

### «Слоним-2017»
В июле 2023 года вновь стал игроком «Слоним-2017». Первый матч за клуб сыграл 15 июля 2023 года против «Барановичей», выйдя на замену на 83-й минуте. Быстро закрепился в основной команде слонимского клуба, на протяжении всего сезона выступая в роли ключевого защитника, однако результативными действиями не отличился. По итогам сезона вместе с клубом занял итоговое пятнадцатое место в Первой лиге.

## Статистика выступлений

### Клубная статистика
| Выступление      | Выступление      | Выступление      | Чемпионат | Чемпионат | Кубки | Кубки | Еврокубки | Еврокубки | Итого | Итого |
| Клуб             | Лига             | Сезон            | Игры      | Голы      | Игры  | Голы  | Игры      | Голы      | Игры  | Голы  |
| ---------------- | ---------------- | ---------------- | --------- | --------- | ----- | ----- | --------- | --------- | ----- | ----- |
| Минск            | Высшая лига      | 2020             | 0         | 0         | 0     | 0     | 0         | 0         | 0     | 0     |
| Минск            | Итого            | Итого            | 0         | 0         | 0     | 0     | 0         | 0         | 0     | 0     |
| → Слоним-2017    | Первая лига      | 2021             | 16        | 0         | 0     | 0     | 0         | 0         | 16    | 0     |
| → Слоним-2017    | Итого            | Итого            | 16        | 0         | 0     | 0     | 0         | 0         | 16    | 0     |
| Минск            | Высшая лига      | 2022             | 1         | 0         | 0     | 0     | 0         | 0         | 1     | 0     |
| Минск            | Итого            | Итого            | 1         | 0         | 0     | 0     | 0         | 0         | 1     | 0     |
| Слоним-Сити      | Вторая лига      | 2022             | 7         | 3         | 0     | 0     | 0         | 0         | 7     | 3     |
| Слоним-Сити      | Вторая лига      | 2023             | 1         | 0         | 2     | 1     | 0         | 0         | 3     | 1     |
| Слоним-Сити      | Итого            | Итого            | 8         | 3         | 2     | 1     | 0         | 0         | 10    | 4     |
| Слоним-2017      | Первая лига      | 2023             | 15        | 0         | 1     | 0     | 0         | 0         | 16    | 0     |
| Слоним-2017      | Итого            | Итого            | 15        | 0         | 1     | 0     | 0         | 0         | 16    | 0     |
| Всего за карьеру | Всего за карьеру | Всего за карьеру | 40        | 3         | 3     | 1     | 0         | 0         | 43    | 4     |

1. ↑  Кубок Беларуси.